# Invencible (1810)
La goleta Invencible fue un buque de la Armada Argentina partícipe de la Guerra del Independencia y las guerras civiles argentinas.

## Historia
Fue adquirida en julio de 1810 por el comandante de Marina y diputado ante la Junta Grande Francisco de Gurruchaga. Ese año se la mencionaba como bergantín goleta, por lo que probablemente modificó su aparejo. 
Fue incorporada a la escuadra revolucionaria en agosto de ese año con el nombre de Goleta Corsaria de su Magestad Invencible. El 13 de octubre se dieron instrucciones de proveer al Comisionado de Marina Manuel Mutis "lo necesario para la construcción y demás gastos de la goleta Invencible". Armada con la escasa y anacrónica artillería con que se contaba, parte de la cual había sido dada de baja por inservible, en enero de 1811 se convirtió en el buque insignia de la escuadrilla que integrada también por el 25 de Mayo y la América o Americana, zarpó de Buenos Aires el 11 de febrero rumbo al río Paraná en apoyo de la Expedición de Belgrano al Paraguay.
Tras arribar a San Nicolás de los Arroyos el 2 de marzo de 1811 se enfrentó con la escuadra española al mando del capitán de fragata Jacinto de Romarate. En el combate de San Nicolás la escuadrilla patriota fue vencida y la  Invencible, única que sostuvo el combate dado que la inexperta tripulación de la 25 de Mayo y la Americana había abandonado sus buques, capturada tras un duro combate después de ser abordada. Su comandante Juan Bautista Azopardo intentó volar la santabárbara, pero fue disuadido tras varios intentos por sus heridos. De 60 combatientes patriotas yacían en cubierta 41 muertos y heridos.
En la armada realista la Invencible no desempeñó misiones de particular relevancia. Efectuó el remolque al Paraguay de una balandra cargada con pólvora en mayo de 1811 y tareas de patrullado del río Uruguay.
Caída la plaza de Montevideo tras la Campaña Naval de 1814, la Invencible volvió a la escuadra y en diciembre de 1814 portando sólo 2 cañones de a 8 formó con la Belén, Bizarría y Malacabada la división que recuperó Carmen de Patagones, en poder realista desde la sublevación de 1812.
De regreso al Río de la Plata pasó a rearme y montando 7 de a 6 y 4 esmeriles patrulló durante 1815 y 1816 los ríos de la Plata y Uruguay.
En 1817 se convirtió nuevamente en buque insignia, esta vez de la escuadrilla que partió en operaciones de apoyo a la expedición enviada al mando del coronel Luciano Montes de Oca sobre el litoral. Fue destinada luego a operaciones de control y represión del contrabando y durante marzo y abril de 1818 se integró a la escuadrilla porteña que al mando del sargento mayor Ángel Hubac luchó contra el caudillo entrerriano Francisco Ramírez y en septiembre y octubre a la expedición de los generales Marcos y Juan Ramón Balcarce.
Continuó en la escuadra de Buenos Aires en misiones menores hasta 1821. En agosto de dicho año se inició una revisión del buque, verificándose que se encontraba en tan mal estado que el 15 de octubre su propio comandante aconsejó su separación del servicio, lo que fue aceptado por la Comandancia de Marina.
Tasada en diciembre de ese mismo año, se remató en dos ocasiones sin encontrar postor, tras lo que fue desguazada en el Riachuelo en 1822.